# Lily Renée
Lily Renée   (Viena, 12 de maig de 1921 - 24 d'agost de 2022)
Lily Renée Phillips, sovint anomenada com a L. Renée, Lily Renée o Reney, va ser una artista nord-americana nascuda a Àustria més coneguda com una de les primeres dones de la indústria del còmic, començant en el període dels anys 40 conegut com l'Edat d'Or dels còmics. Va escapar de la Viena ocupada pels nazis a Anglaterra i més tard a la ciutat de Nova York, després d'això va trobar feina com a dibuixant i entintadora a l'editorial de còmics Fiction House, treballant en còmics com "Jane Martin", "The Werewolf Hunter", "The Lost". World" i "Señorita Rio".

## Biografia
Willheim va ser criada pels seus pares jueus benestants a Viena, Àustria, a la dècada de 1930. El seu pare, Rudolf Willheim, treballava com a gerent a la línia Holland America, una companyia de vapors transatlàntics. De petita, va freqüentar museus d'art i sovint dibuixava com a hobby.
El 1938 o 1939 als 14 anys, Willheim va pujar al Kindertransport, deixant els seus pares enrere a l'Àustria ocupada pels nazis. Va arribar a Leeds, Anglaterra, i hi va viure durant dos anys, treballant com a criada, mainadera i voluntària hospitalària mentre esperava la fugida dels seus pares. Quan Willheim tenia 16 anys, va rebre una carta dels seus pares dient que havien emigrat als Estats Units. Després d'unir-se a ells, vivint en una casa d'habitacions a West 72nd Street a l'Upper West Side de Manhattan, va tornar a dedicar-se a l'art. En una entrevista del 2006, va explicar:
| «             | En aquell moment, estava pintant dissenys tirolesos sobre caixes de fusta, i després vaig aconseguir una feina al pis 46 del Rockefeller Center a l'agència de publicitat Reiss. Em pagaven 50 cèntims l'hora per dibuixar catàlegs de Woolworth's. I així que jo també estava guanyant diners i anava a l'escola nocturna, i llavors crec que et vaig dir que la meva mare va veure un anunci al diari per a dibuixants de còmics? Vaig anar a [l'editor de còmics] Fiction House i em van contractar a prova, i em van mantenir. I després d'un any i mig, estava fent portades i vaig rebre una gran prima de Nadal.... | » |
| — Lily Renée, | |   |

En algun moment, va estudiar a l'Art Students League de Nova York i a l'Escola d'Arts Visuals.

## Carrera

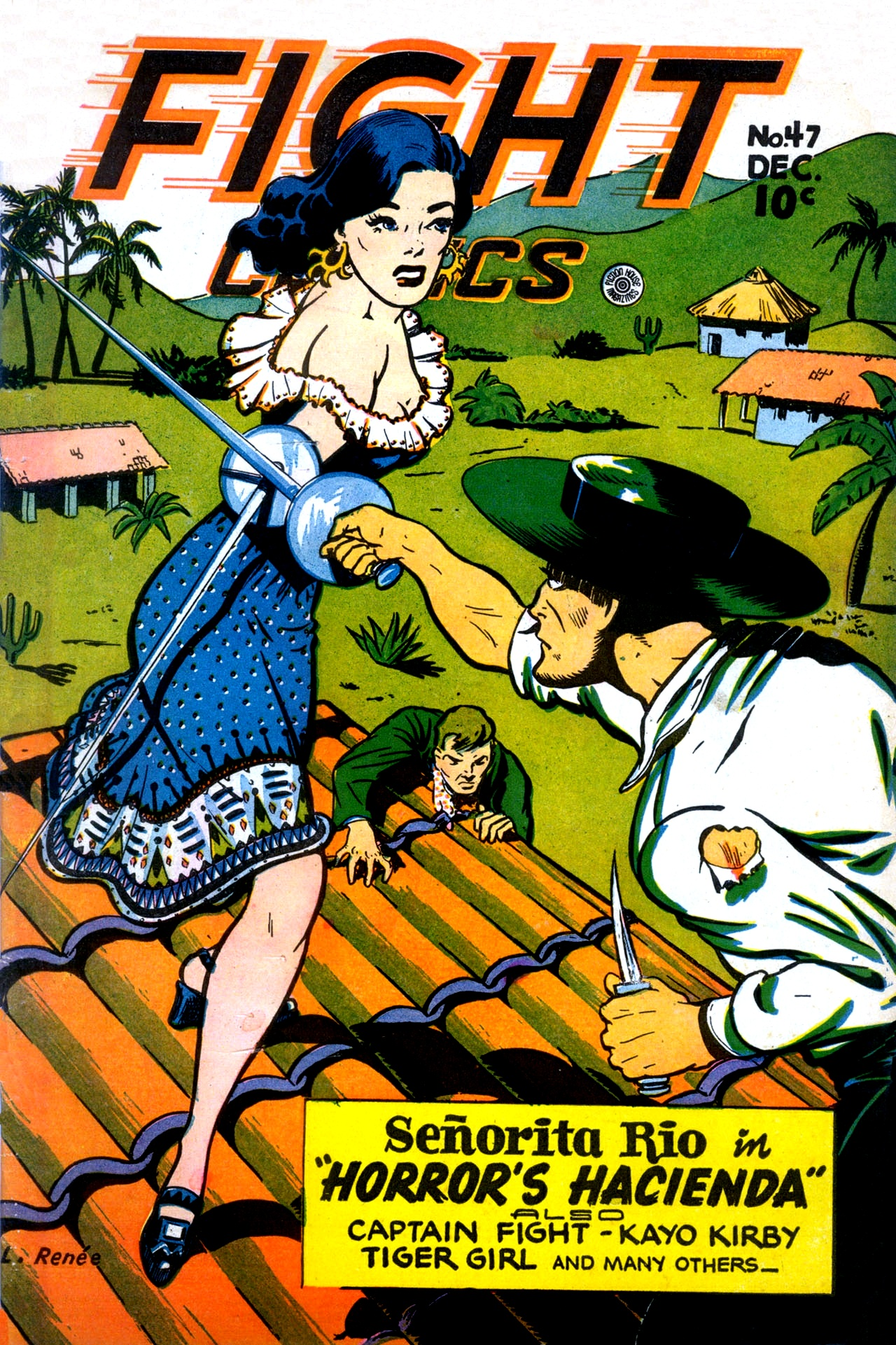
Fight Comics número 47 (desembre de 1946), amb Señorita Rio. Portada de Renée.

A Fiction House, que havia buscat dones per substituir els seus artistes masculins que havien estat reclutats per a la Segona Guerra Mundial, va treballar com a dibuixant i entintadora al costat d'altres il·lustradores i escriptores de còmics, com Nina Albright i Fran Hopper.
A finals de 1942 o principis de 1943, ja utilitzant el seu primer i segon nom com a pseudònim, a Renée se li va assignar la sèrie de Fiction House "Jane Martin", protagonitzada per una pilot femenina que treballava a la indústria de l'aviació dominada per homes. El seu treball, els guions del qual s'acrediten al possiblement pseudònim "FE Lincoln", es va publicar a Wings Comics número 31-48 (març de 1943 - agost de 1944).
També va il·lustrar "The Werewolf Hunter", amb guions acreditats a "Armand Weygand" i "Armand Broussard", a Rangers Comics número 14-38, 40 (desembre de 1943 - abril de 1948). Va dir que el 2011 havia treballat amb el guionista per dirigir-la de la licantropia cap a un horror gòtic més general, preocupada perquè no pogués dibuixar correctament els llops. El seu altre treball va incloure el comic de ciència-ficció "The Lost World", amb guions acreditats a "Thornecliffe Herrick", a Planet Comics número 32-49 (setembre de 1944 - juliol de 1947); i "Señorita Rio", sobre una aventurera del sud de la frontera que fa espionatge en temps de guerra per al govern dels EUA, amb guions acreditats a "Morgan Hawkins" i que apareix a Fight Comics número 34-44, 47-51 (octubre de 1944 -). agost de 1947). Mentre que Señorita Rio, també coneguda com l'actriu Rita Farrar, va ser dissenyada per l'artista Nick Cardy el 1942, "Renée", escriu l'historiador Don Markstein, "va ser probablement la que es va associar més fortament amb el personatge".
El 1948, Renée i el seu marit artista, Eric Peters, van començar a treballar a St. John Publications. Compartien tasques de llapis i tinta a Abbott & Costello Comics, il·lustrant la majoria dels números del número 2 al 34 (abril de 1948 - desembre de 1955), i Renée també va dibuixar històries romàntiques en números de St. John's Teen-Age Diary Secrets i Teen. -Age Romances Els dos també van dibuixar còmics per a la companyia lletera Borden, protagonitzada per la mascota Elsie the Cow.
Després de deixar els còmics, Renée va dir que "va fer alguns llibres per a nens i també vaig escriure algunes obres de teatre", amb almenys una, la comèdia negra Superman in Sleep's Embrace, produïda al Hunter College de Manhattan. Va dissenyar tèxtils per a Lanz de Califòrnia i joies per a Willy Woo.
El 2007, Renée va assistir a la Comic-Con International a San Diego, on Friends of Lulu la va nominar al seu Saló de la Fama.

## Vida personal i mort
Renée va tenir un primer matrimoni precoç que va ser anul·lat. Més tard es va casar amb Eric Peters, un altre refugiat vienès i un dibuixant el treball del qual va aparèixer a revistes tan brillants com Collier's i The Saturday Evening Post. Aquell matrimoni va acabar i, va dir el 2006, "El meu únic matrimoni real va ser amb Randolph Phillips", un consultor financer políticament actiu que als anys quaranta va dirigir el comitè nacional per als objectors de consciència de la Unió Americana per les Llibertats Civils, i el 1972 va presidir el Comitè Nacional d'impeachment. La parella tenia una filla, Nina, i un fill, Rick. A partir del 2010, Renée va viure 40 anys en un apartament de Madison Avenue a la ciutat de Nova York. Va celebrar el seu 100è aniversari el maig de 2021, i va morir a la ciutat de Nova York el 24 d'agost de 2022, a l'edat de 101 anys